# 狄培理
威廉·西奥多·德·巴里（英語：William Theodore de Bary，1919年8月9日—2017年7月14日），汉名狄培理，美國一位漢學家。專長在東亞宗教、中國思想及儒學，並將新儒家思想帶入美國。畢業於美國哥倫比亞大學，為第二屆唐獎漢學獎得主。

## 生平
狄培理生於1919年，就讀哥倫比亞大學，曾與著名天主教神祕主義者托马斯·默顿同學，1941年畢業。二戰期間服役於美國海軍後備（情報）部隊，官至少校；戰後再回哥倫比亞大學攻讀，分別於1948年和1951年取得碩士與博士學位。1948年遠赴中國燕京大學（北京大學前身）求學，受教於錢穆，錢穆以deBary的音譯，為他取了一個富有哲理的中文名字「狄培理」。
1949年起狄培理任職於哥倫比亞大學，投入東亞研究，並開始大量發表關於東亞宗教文學思想的文章。1960年擔任哥倫比亞大學東亞語言及文化系系主任，並成為國防語言及地區研究中心的首位主任，1990年再以特任教授回到東亞語言及文化系講學。1969年擔任了亞洲研究學會主席一年，同時擔任哥倫比亞大學校務會議理事會首任主席，並於1971年出任哥倫比亞大學副校長，1978年成為美國學術團體理事會的主席。
1982年香港新亞書院翻譯出版狄培理著作時，誤譯為狄百瑞，當時人在美國的狄培理並不知情，此後在華文圈就通用狄百瑞，直至2016年狄培理才透過台灣唐獎教育基金會正名回狄培理。
他的學術成就使他先後在1974年和1999年獲選為美國文理學院和美國哲學會院士，並先後獲得聖羅倫斯大學、芝加哥洛約拉大學及哥倫比亞大學的榮譽博士學位，而他所獲得的獎項，則包括美國歷史協會的華圖莫爾獎、教育出版社聯會的費斯本獎、哥倫比亞大學的傑出教師獎、哥倫比亞學院的約翰．傑伊獎、哥倫比亞大學的萊納．屈林書籍獎和范多倫獎、譚能邦紀念獎、漢密爾頓獎（兩屆）以及三等旭日章等。
2017年7月14日，狄培理在位于纽约的家中去世，享年98岁。

## 獲得獎項
- 美國歷史協會華圖莫爾獎（1958）
- 美國教育新聞協會（The Educational Press Association）費斯本獎（1964）
- 美國文理科學院院士（1974）
- 哈佛大學賴肖爾講座客座教授（1986）
- 美國哲學協會院士（1999）
- 日本旭日中綬章
- Philolexian Award for Distinguished Literary Achievement（2010）
- 国家人文奖章（英语：National Humanities Medal）（2013）
- 唐獎漢學獎（2016）